# 廣田詩夢
廣田 詩夢（ひろた しおん、1986年9月23日 - ）は、日本の女性声優。フリー。
2023年4月4日より、YouTubeにてVTuber天使 しおん（あまつか しおん）としても活動。

## 人物
声優ユニット「G.G.F.」、「外道乙女隊」のメンバーの一人でもある。
ハロー!プロジェクトのメンバーなどアイドルのファンで、ブログでもよくアイドルについて書いていた。またHAPPY! STYLEに出演するなど本人もアイドルと共演をしている。
2016年にぷろだくしょんバオバブを退所し、個人ブログも閉鎖された。
2022年、かつて「アクア」役で出演していたアニメ『デ・ジ・キャラットにょ』と同一シリーズである『令和のデ・ジ・キャラット』第14話に、「アクア」役として出演した。
2023年、YouTube「【ゲスト廣田詩夢】リスナー旦那さん集合！2月も奥さまを愛してください【榎本温子】(2023-02-25)」にて、引退を否定。看護学校の学生であり、エンタメ系では裏方の活動をしていると語る。

## 出演
太字はメインキャラクター。

### テレビアニメ
2003年
- デ・ジ・キャラットにょ（アクア）

2004年
- ギャラクシーエンジェルX（チヨコ、子供A、女）

2005年
- Canvas2 〜虹色のスケッチ〜（女子生徒）
- それゆけ!外道乙女隊（北華詩乃）
- らいむいろ流奇譚X CROSS〜恋、教ヘテクダサイ。〜（桃糸）

2006年
- いぬかみっ!（フラノ）
- かりん（女生徒B）
- BLEACH（茶屋の娘）
- 夢使い（女子C、ぱいぱい）
- ワンワンセレプー それゆけ!徹之進（ショコラ）

2008年
- あまつき（酒呑童子）
- 地獄少女 三鼎（篠山心）

2009年
- うみねこのなく頃に（シエスタ00）

2010年
- GIANT KILLING（子ども）
- ネリーとセザール（ミーナ）
- 農業ムスメ!（宮城こまち）
- はなまる幼稚園（さつき）
- 夢色パティシエール（アメリ）

2011年
- 世界一初恋（女子高生）
- ドラえもん（テレビ朝日版第2期）（女子B、女の子A）
- にゃんぱいあ The Animation（美咲ちゃん、カツオ、ナレーション）

2012年
- 咲-Saki- 阿知賀編 episode of side-A（椿野美幸、女子高生）

2022年
- 令和のデ・ジ・キャラット（アクア）

### 劇場アニメ
- いぬかみっ! THE MOVIE 特命霊的捜査官・仮名史郎っ!（2007年、フラノ）
- 超劇場版ケロロ軍曹3 ケロロ対ケロロ天空大決戦であります!（2008年、女A）
- 劇場版 機動戦士ガンダム00 -A wakening of the Trailblazer-（2010年）

### OVA
- ショコラの魔法 第2シーズン『心の章』（2013年、三国まどか）

### ゲーム
- CROSS WORLD 見知らぬ空のエターティア（2005年、翡翠）
- We Are*（2006年、宿毛ゆかり）
- GALAXY ANGEL II シリーズ（2006年 - 2009年、サンタローザ）- 3作品[一覧 1]
- ワイルドアームズ クロスファイア（2007年、カティナ・リム・エレシウス）
- らき☆すた 〜陵桜学園 桜藤祭〜（2008年、永森やまと）
- 桃色大戦ぱいろん（2009年、ユリア・フォードリー）
- らき☆すた ネットアイドル・マイスター（2009年、永森やまと）
- うみねこのなく頃に シリーズ（2010年 - 2021年、シエスタ00[4]）- 4作品[一覧 2]
- 黄金夢想曲 シリーズ（2010年 - 2011年、シエスタ00）- 3作品
- ぱすてるチャイムContinue（2010年、プリル）
- スマイル☆シューター シリーズ（2011年 - 2015年、羽咲ゆりな）- 2作品[一覧 3]
- ドリームクラブZERO シリーズ（2011年 - 2013年、 あすか[5]）- 4作品[一覧 4]

### アプリ
- スマイル☆シューター Love me Idol!（2012年、羽咲ゆりな）

### デジタルコミック
- VOMIC『ぬらりひょんの孫』（2009年、家長カナ〈年少時〉）

### ドラマCD
2000年代
- あかほり外道アワー「らぶげ」オリジナルCDドラマ その1、2（2005年、北華詩乃）
- TVアニメ「らいむいろ流奇譚X」オリジナルドラマ 式神温泉 みつごの湯（2005年、桃糸）
- アクエリアンエイジ（クラリス・パラケルスス）
- 君と僕。 高校生編1（舞音）
- HCD 執事様のお気に入り 2
- SH@PPLE -しゃっぷる-（女生徒）
- 1年777組（2005年、音無しょう子）
- 春夏秋冬 ドラマCD 逆襲の赤ズキンチャン（2007年、女子生徒）

2010年代
- HCD LOVE SO LIFE（2010年、女の子）
- 終わりなき夏 永遠なる音律（雨宮歌音）
- 月虹歌劇団 1st Stage 空（2012年）
- スマイル☆シューター ドラマCD 温泉旅館でおしごと（2012年、羽咲ゆりな）
- まじょおーさまばくたん！ ドラマCD Vol.1（魔女王シオーヌ）

### 吹き替え
- iCarly（2009年）

### ラジオ
※はインターネット配信。
- 浪川大輔と新谷良子のカオシック×アクエリアンナイト（音泉・ラジオ関西）
- 妄想声優ソッチ系（声優グランプリ）
- 温子と隼人のアクエリ放送局（2004年 - 2013年、音泉・BEWE）
- コミックハイ! プレゼンツ Hiぱ〜Radio!!（2007年 - 2008年、アニメイトTV）
- しろがねしょぉむと廣田詩夢のPower Voice Jam!（2011年 - ？、ぽけら）
- 廣田詩夢とあきやまかおるのまじょおーさまばくたん!魔界政府広報部（2012年 - 2014年、ぽけら）
- スマイル☆シューター The RADIO（2012年 - 2014年、超!A&G+）

### ラジオCD
- 癒されBar若本 the CD vol.02（2009年4月、アシスタント#19・20）
- ＜音泉＞スペシャルCD 2009夏、冬（2009年8月、12月）
- ＜音泉＞スペシャルCD 2010夏、冬（2010年8月、12月）
- ＜音泉＞スペシャルCD 2011夏、冬（2011年8月、12月）
- ＜音泉＞スペシャルCD 2012夏、冬（2012年8月、12月）
- ラジオCD「井ノ上奈々の2〜3次元同好会」Vol.3（2013年5月29日）

### テレビ番組
- 声優都内観光〜マル福ツアーズ（2010年11月、第20回）

### その他コンテンツ
- Gamers Guardian Fairies（仙台店守護妖精・ざくろ、横浜店守護妖精・翡翠）

## ディスコグラフィ

### キャラクターソング
| 発売日   | 商品名                                                                    | 歌                                                                   | 楽曲                                                                  | 備考                                                       |        |
| 2002年   | 2002年                                                                    | 2002年                                                               | 2002年                                                                | 2002年                                                     | 2002年 |
| -------- | ------------------------------------------------------------------------- | -------------------------------------------------------------------- | --------------------------------------------------------------------- | ---------------------------------------------------------- | ------ |
| 10月27日 | Go! Go! Fairies                                                           | G.G.F.                                                               | 「Go! Go! Fairies」 「Welcome!」                                      |                                                            |        |
| 12月29日 | Fairies' Day Off!!                                                        | G.G.F.                                                               | 「Fairies' Day Off!!」 「G・G・F!（a.k.a. D・U・P!）」 「My Dear...」 |                                                            |        |
| 2003年   |                                                                           |                                                                      |                                                                       |                                                            |        |
| 6月6日   | Rainbow☆ドリーム                                                          | 廣田詩夢、杉本紗貴子、竹中愛子、後藤沙緒里                           | 「Never give up!」                                                    |                                                            |        |
| 2004年   |                                                                           |                                                                      |                                                                       |                                                            |        |
| 3月26日  | デ・ジ・キャラットにょ コンプリートみゅーじっく「でじおん」               | アク☆憂                                                              | 「プリンセススクール校歌」                                            | テレビアニメ『デ・ジ・キャラットにょ』関連曲               |        |
| 6月25日  | デ・ジ・キャラットにょ ソングコレクション みんなにょうた                  | アク☆憂                                                              | 「トキメキの天使」                                                    | テレビアニメ『デ・ジ・キャラットにょ』関連曲               |        |
| 8月13日  | PARTY☆NIGHT 大全集（踊）                                                  | 近藤佳奈子、廣田詩夢、井口裕香                                       | 「PARTY☆NIGHT -G.G.F. Version-」                                      |                                                            |        |
| 2005年   |                                                                           |                                                                      |                                                                       |                                                            |        |
| 9月28日  | あかほり外道アワーらぶげ オリジナルサウンドトラック+キャラクターソング    | 北華翼（音宮つばさ）、北華可菜子（近藤佳奈子）、北華詩乃（廣田詩夢） | 「修行が足りない」                                                    | テレビアニメ『それゆけ！外道乙女隊』関連曲                 |        |
| 9月29日  | Eternal Love 大全集（愛）                                                 | 阿澄佳奈、廣田詩夢、亀岡真美                                         | 「Eternal Love G.G.F.-HAK- Version」                                  | テレビアニメ『ギャラクシーエンジェル』関連曲               |        |
| 2006年   |                                                                           |                                                                      |                                                                       |                                                            |        |
| 8月23日  | いぬかみっ! キャラクターコレクションCD 7 ごきょうや フラノ てんそう＆啓太 | ごきょうや（木川絵理子）、フラノ（廣田詩夢）、てんそう（小林晃子）   | 「Just memories」                                                     | テレビアニメ『いぬかみっ!』関連曲                          |        |
| 12月21日 | いぬかみっ! キャラクターボーカルアルバム paradiso                         | 薫の犬神10人                                                         | 「百花繚乱紅乃乙女」                                                  | テレビアニメ『いぬかみっ!』挿入歌                          |        |
| 2008年   |                                                                           |                                                                      |                                                                       |                                                            |        |
| 7月2日   | あまつき サウンドトラック                                                 | 酒呑童子（廣田詩夢）                                                 | 「酒呑童子の唄」                                                      | テレビアニメ『あまつき』関連曲                             |        |
| 2010年   |                                                                           |                                                                      |                                                                       |                                                            |        |
| 3月31日  | はなまるなベストアルバム childhood memories                               | さつき（廣田詩夢）                                                   | 「ハートの法則」                                                      | テレビアニメ『はなまる幼稚園』第6話エンディングテーマ      |        |
| 3月31日  | はなまるなベストアルバム childhood memories                               | 土田先生（日野聡）、さつき（廣田詩夢）                               | 「黒ネコのジャズ」                                                    | テレビアニメ『はなまる幼稚園』第7話エンディングテーマ      |        |
| 8月27日  | みっくす☆はーとっ                                                         | スマイル☆シューター                                                  | 「らぶりーすまいる」                                                  | ゲーム『スマイル☆シューター〜ふぁーすと☆ちけっと〜』主題歌 |        |
| 8月27日  | みっくす☆はーとっ                                                         | 羽咲ゆりな（廣田詩夢）                                               | 「エール」                                                            | 『スマイル☆シューター』関連曲                              |        |
| 2011年   |                                                                           |                                                                      |                                                                       |                                                            |        |
| 1月14日  | ふぇあり〜☆めろでぃ〜                                                     | スマイル☆シューター                                                  | 「ちょびっとオーバークロッカー♪」                                     | 『スマイル☆シューター』関連曲                              |        |
| 1月14日  | ふぇあり〜☆めろでぃ〜                                                     | 羽咲ゆりな（廣田詩夢）                                               | 「年中無休☆大作戦」                                                   | 『スマイル☆シューター』関連曲                              |        |
| 8月10日  | PURE SONGS ZERO@DREAM C CLUB                                              | あすか（廣田詩夢）                                                   | 「ココロのコトバ」 「あなたのそばにいたいのに」                       | ゲーム『ドリームクラブZERO』関連曲                         |        |
| 8月10日  | PURE SONGS ZERO@DREAM C CLUB                                              | DREAM C CLUB ZERO All HostGirls                                      | 「Pure色100萬$☆」                                                     | ゲーム『ドリームクラブZERO』関連曲                         |        |
| 2013年   |                                                                           |                                                                      |                                                                       |                                                            |        |
| 1月26日  | ヨロシク☆サンキュ                                                         | スマイル☆シューター                                                  | 「ヨロシク☆サンキュ」                                                 | 『スマイル☆シューター』関連曲                              |        |
| 2014年   |                                                                           |                                                                      |                                                                       |                                                            |        |
| 3月5日   | Welcome Smile                                                             | スマイル☆シューター                                                  | 「Welcome Smile」                                                     | 『スマイル☆シューター』関連曲                              |        |
| 3月5日   | Welcome Smile                                                             | 羽咲ゆりな（廣田詩夢）                                               | 「笑顔がキモチ」                                                      | 『スマイル☆シューター』関連曲                              |        |

### その他参加楽曲
| 発売日        | 商品名                                       | 歌                                                           | 楽曲                                                        | 備考                               |
| ------------- | -------------------------------------------- | ------------------------------------------------------------ | ----------------------------------------------------------- | ---------------------------------- |
| 2011年5月28日 | ライブ公式テーマソングCD「GANBARUNBA!!!!!!」 | 井上直美、清水愛、廣田詩夢、あきやまかおる、石毛佐和、門脇舞 | 「GANBARUNBA!!!!!!」 「GANBARUNBA!!!!!! -Samba Runba Mix-」 |                                    |
| 2012年8月11日 | 月虹歌劇団 1st Stage 空                      | 月虹歌劇団                                                   | 「」                                                        |                                    |
| 2012年9月26日 | 戦人〜上杉謙信〜                             | 廣田詩夢                                                     | 「祈り華（remix）」                                         | パチスロ『戦人〜上杉謙信〜』使用曲 |

## その他
- まじょおーさまばくたん!（原案担当）

### シリーズ一覧
1. ↑  「絶対領域の扉」（2006年）、「無限回廊の鍵」（2007年）、「永劫回帰の刻」（2009年）
2. ↑  「〜魔女と推理の輪舞曲〜」（2010年）、「Portable 2」「散 〜真実と幻想の夜想曲〜」（2011年）、「咲 〜猫箱と夢想の交響曲〜」（2021年）
3. ↑  「〜ふぁーすと☆ちけっと〜」（2011年）、「Dear my Dream」（2015年）
4. ↑  無印、「PORTABLE」（2011年）、『マージャン★ドリームクラブ』（2012年）、「Special Edipyon!」（2013年）

### ユニットメンバー
1. ↑  近藤佳奈子、廣田詩夢、中山恵里奈、門田幸子、杉本紗貴子、井口裕香、竹中愛子、後藤沙緒里、ナカニシマミ
2. ↑  アクア（廣田詩夢）、憂鈴（名塚佳織）
3. ↑  松岡由貴、名塚佳織、本多陽子、森永理科、木川絵理子、廣田詩夢、小林晃子、遠藤綾、新谷良子、長谷川静香
4. 1 2  羽咲ゆりな（廣田詩夢）、鈴比良あいり（真堂圭）、秋山麻柚（原田ひとみ）
5. ↑  亜麻音（小清水亜美）、みお（喜多村英梨）、雪（水橋かおり）、玲香（早水リサ）、魅杏（真堂圭）、るい（原田ひとみ）、理保（後藤邑子）、ナオ（又吉愛）、魔璃（石毛佐和）、アイリ（児玉明日美）、遙華（椎名へきる）、あすか（廣田詩夢）、ノノノ（金元寿子）
6. 1 2  羽咲ゆりな（廣田詩夢）、鈴比良あいり（真堂圭）、秋山麻柚（原田ひとみ）、河内瑠莉花（下田麻美）、桐沢楓（明坂聡美）、白瀬ティナ（五十嵐裕美）
7. ↑  梅原千尋、加澄もも、鳴海エリカ、比嘉建子、友永朱音、廣田詩夢、やなせなつみ